# Dejene Yirdaw
Dejene Yirdaw (* 21. August 1978 in Tulubolo, Shewa) ist ein äthiopischer Marathonläufer.
2007 wurde er Dritter beim Dublin-Marathon. Im Jahr darauf wurde er Zweiter beim Rock ’n’ Roll Arizona Marathon und gewann den Košice-Marathon.
Mit einem zweiten Platz beim Seoul International Marathon 2009 qualifizierte er sich für die Leichtathletik-Weltmeisterschaften in Berlin, bei der er auf den 15. Platz kam.
2010 wurde er Siebter beim Dubai-Marathon, Zweiter bei den 20 van Alphen und siegte beim Gyeongju International Marathon.

## Persönliche Bestzeiten
- 20-km-Straßenlauf: 58:22 min, 7. März 2010, Alphen aan den Rijn
- Marathon: 2:08:30 h, 15. März 2009, Seoul